# Distrito de San Damián

Provincia de Huarochirí en el Departamento de Lima, Perú

El Distrito de San Damián es uno de los treinta y dos distritos de la Provincia de Huarochirí en el Departamento de Lima, bajo la administración del Gobierno Regional de Lima-Provincias, Perú.
Dentro de la división eclesiástica de la Iglesia Católica del Perú, pertenece a la Vicaría IV de la Diócesis de Chosica

## Historia
San Damián, junto a San Juan de Matucana, Santa María de Jesús de Huarochirí, Carampoma, San Mateo de Huanchor, Santa Eulalia, el asiento minero de Yauli, San Pedro de Casta, San Lorenzo de Quinti, San José de Chorrillos y Santo Domingo de los Olleros, fue uno de los once distritos que conformaron la provincia de Huarochirí creada por decreto el 4 de agosto de 1821, durante el Protectorado del Libertador José de San Martín.

## Geografía
Abarca una superficie de 343,22 km² y tiene una población aproximada de 1 189 habitantes.

## Autoridades

### Municipales
- 2023 - 2026[2]
  - Alcalde: Mario Lacuta Alanoca, de Partido Democrático Somos Perú.[3]
  - Regidores:

  1. Delsy Maria Quispe Granados(Partido Democrático Somos Perú[3])
  2. Gustavo Florencio Flores Manrique (Partido Democrático Somos Perú[3])
  3. Marcelina Jane Agesto Ricci (Partido Democrático Somos Perú[3])
  4. Victor Pomalia Anchelia (Partido Democrático Somos Perú[3])
  5. Ruth Maribel Perez Mendoza (Concentración para el desarrollo Regional - Lima)

Alcaldes anteriores
- 2019 - 2022[4] Eder Pinaud Ochoa, de Patria Joven.

- 2015 - 2018:[5] Jhon Weshly Belén Matos, Movimiento Concertación para el Desarrollo Regional (CDR).
- 2011 - 2014:[6] Ambrocio García Pinaud, del Partido Democrático Somos Perú (SP).[3]
- 2007 - 2010:[7] Eder Pinaud Ochoa,Unión por el Perú.
- 2003 - 2006: Eder Pinaud Ochoa, Partido Verde.
- 1999 - 2002: Eder Pinaud Ochoa, Movimiento independiente Vamos Vecino.
- 1996 - 1998: Eder Pinaud Ochoa,, Lista independiente N° 13 Movimiento Independiente Comunal.
- 1993 - 1995: Alcides Granados Chombe, Movimiento Independiente Comunal.
- 1990 - 1992: Valeriano Macedonio Pinado Ayesto, Alianza Izquierda Unida.
- 1987 - 1989: Paulino Mendoza Pacheco, Alianza Izquierda Unida.
- 1984 - 1986: Teófilo Llata Lira, Partido Acción Popular.
- 1981 - 1983: Claudio Cedonio Flores Macavilca, Partido Aprista Peruano.

### Policiales
- Comisaría de San Damián
  - Comisario: Mayor PNP.[8]

## Educación

### Instituciones educativas
- IE "Victor Andres Belaunde"
- IEI 20584
- CETPRO "SAN DAMIAN"

## Atractivos turísticos
El explorador huarochirano D. López describe entre sus atractivos turísticos la laguna de Yanascocha, las zonas arqueológicas de Llaquistambo y Llacsatambo (este último un antiguo adoratorio en honor a Huallallo Carhuincho), el bosque de queñuales y la naciente del río Lurín en el puente Quilquichaca, paisaje pintoresco con bosquecillos de eucalpitos y truchas en el río.